# ベン・テオ
ベン・テオ（Ben Te'o、1987年1月27日 - ）は、NRL、ブリスベン・ブロンコスに所属するラグビーリーグ選手及び元ラグビーユニオン選手。

## プロフィール
- ニュージーランド・オークランド出身[1]。
- ポジションはセンター(CTB)。
- 身長 188cm、体重 106kg[2]
- イングランド代表キャップは18。（2020年2月現在）
- かつてはラグビーリーグサモア代表に選ばれたことがある[3]。
- ブリティッシュ・アンド・アイリッシュ・ライオンズに選ばれたことがある[4]。

## 略歴
キーブラパーク州立高校卒業後、レンスター、ウスター・ウォリアーズ、RCトゥーロンを経て、2019年11月、サンウルブズの2020シーズンスコッドに選ばれた。
2020年、ラグビーリーグのブリスベン・ブロンコスに加入。